# Terremoto de Taiwán de 2010
El terremoto de Taiwán de 2010, que tuvo una magnitud de 6,4 grados en la escala de Richter, ocurrió el jueves 4 de marzo de 2010 a las 8:18 hora local (0:18 UTC). Su epicentro estuvo localizado en una zona montañosa al sureste de la isla de Taiwán, en el condado de Kaohsiung. Ha sido el terremoto más potente en la región de Kaohsiung desde 1900.
Las principales ciudades afectadas fueron Taitung, Tainan y Kaohsiung, donde sufrieron daños moderados en sus estructuras. Se desencadenaron incendios en el sur de la isla y también se detuvo el metro y el tren de alta velocidad. Algunos albergues temporales construidos tras el paso del tifón Morakot en 2009, se derrumbaron.
No hubo fallecidos, pero sí se reportaron 96 heridos en su mayoría infantes. Adicionalmente se informó de que no había peligro de tsunami.